# Aitia

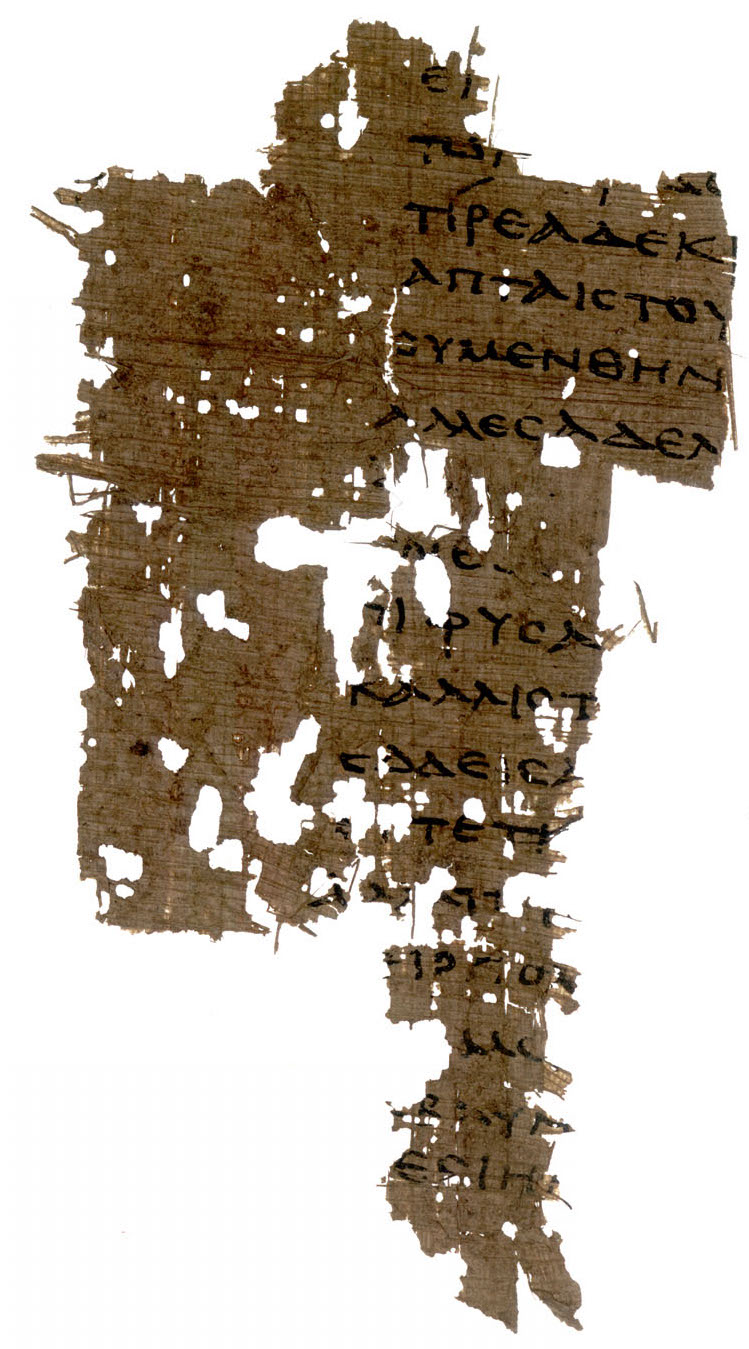
Fragmento de papiro que contiene parte del proemio de la Aitia.

La Aitia (en griego antiguo: Αἴτια, Aitia, literalmente, «causas») es un poema de la literatura de la Antigua Grecia del poeta alejandrino Calímaco. Como poema etiológico, presenta una gran colección de mitos de origen en cuatro libros de dísticos elegíacos. Aunque el poema no puede ser fechado con precisión, los estudiosos estiman que probablemente fue compuesto entre el 270 y el 240 a. C.
Surgida de una tradición de escritura que se remonta a los poemas de Homero, la Aitia constituye la fuente más antigua de casi todos los mitos que relata. Los relatos de los libros 1 y 2 tienen una estructura dialéctica, en la que los personajes entablan una discusión o debate. Los libros 3 y 4 ofrecen una variada gama de escenarios dramáticos enlazados. Dos poemas dedicados a Berenice II de Egipto-—Victoria de Berenice y La cabellera de Berenice— cierran la segunda mitad del poema.
Ampliamente leído en la antigüedad, el poema suscitó respuestas de varios poetas romanos. Una traducción de La cabellera de Berenice de Catulo inspiró la obra de Alexander Pope, El rizo robado (1712). Durante la Alta Edad Media, la Aitia desapareció de la circulación. La recuperación sistemática del texto comenzó durante el Renacimiento. A finales del siglo XX, se recuperaron importantes fragmentos del poema tras el descubrimiento de los Papiros de Oxirrinco.

## Nombre y género
La palabra griega en griego antiguo: αἴτιον (aition, 'causa') significa un intento de explicar los fenómenos contemporáneos con una historia del pasado mítico. El título de la obra de Calímaco puede traducirse aproximadamente al español como «orígenes». Derivado de la misma palabra, el término 'etiología' abarca el estudio de los orígenes de forma más amplia. Los relatos etiológicos aparecen escasamente en las epopeyas homéricas —la Ilíada y la Odisea, pero son más frecuentes en la literatura posterior de la Grecia arcaica, como los Himnos Homéricos y la Teogonía de Hesíodo. Para el período clásico, los aspectos etiológicos eran características comunes de la tragedia ática y los epinicios.
Por ejemplo, las obras teatrales de Esquilo y Eurípides intentaban explicar los rituales atenienses situándolos en el pasado mítico. En el período helenístico, un creciente interés por el género llevó a incorporar historias de origen cada vez más oscuras en las obras literarias. Aparte del propio Calímaco —que había entretejido etiologías en sus otros poemas—, su contemporáneo Apolonio de Rodas también hizo uso frecuente de tales historias en las Argonáuticas.

## Contenido

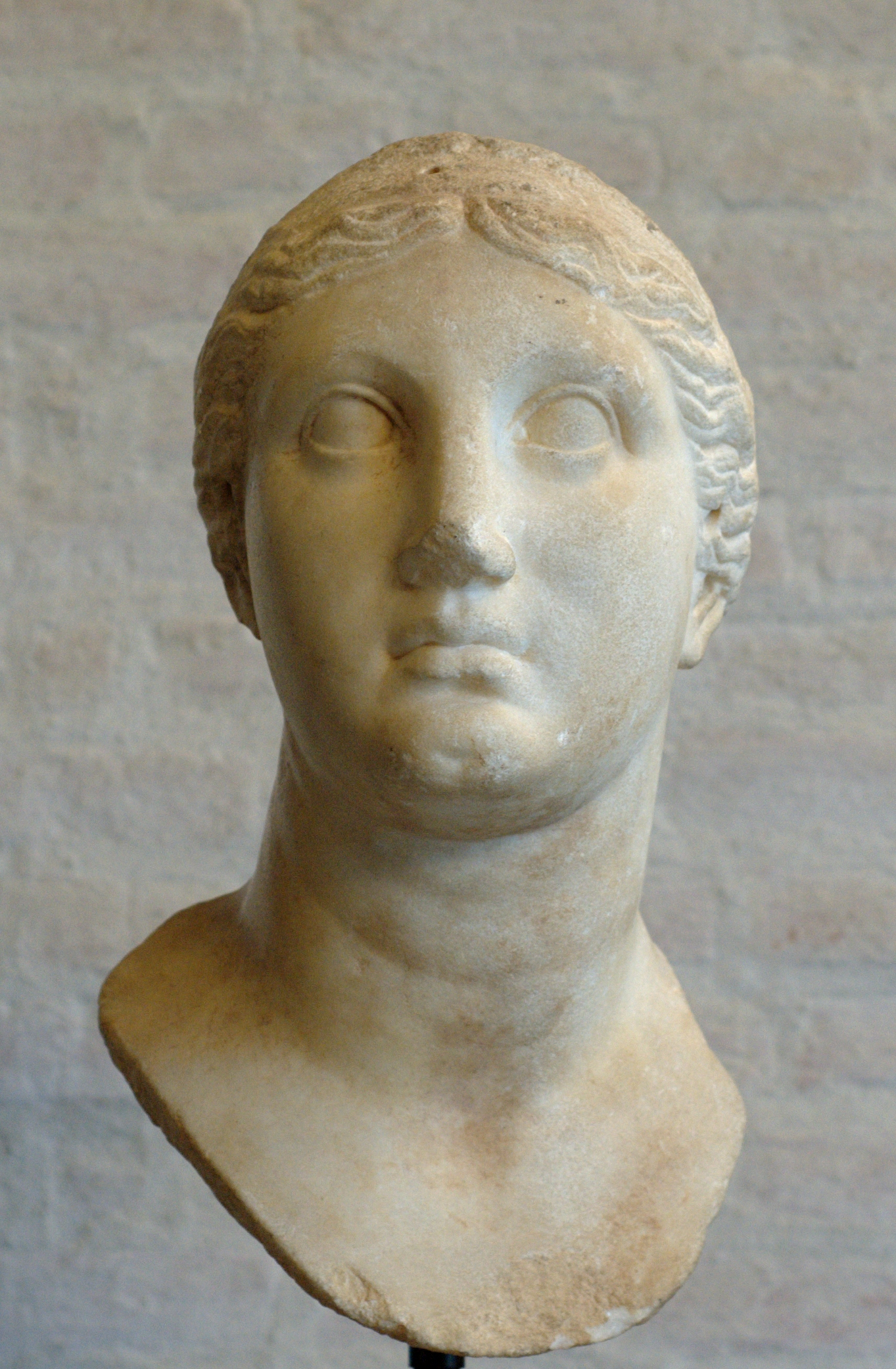
Berenice II de Egipto, a quien está dedicada una parte de la Aitia. Este busto de ella se encuentra en la Gliptoteca de Múnich.

La Aitia contiene una colección de historias de origen. Desde unos pocos versos hasta extensas narraciones, están unificadas por una métrica común: el dístico elegíaco. Con pocas excepciones, la colección es la fuente más antigua que existe para la mayoría de los mitos que presenta. Se cree que el poema tenía unas 4000 líneas y está organizado en cuatro libros individuales, que se dividen en mitades por motivos estilísticos.

### Libros 1 y 2
Tras el proemio, Calímaco describe un sueño en el que, siendo joven, fue transportado por las musas al Monte Helicón en Beocia. En una variación de una famosa escena de la Teogonía de Hesíodo, el joven poeta interroga a las diosas sobre los orígenes de las insólitas costumbres actuales. Este diálogo enmarca todas las etiologías presentadas en el primer libro. Las historias del libro incluyen las de Psámate, Tiodamas rey de los dríopes y el viaje de los Argonautas.
El segundo libro continúa la estructura dialéctica del primero y puede haber sido ambientado en un simposio en Alejandría, donde Calímaco trabajaba como bibliotecario y erudito. Dado que la mayor parte de su contenido se ha perdido, poco se sabe del Libro 2. La única etiología que se supone comúnmente que se ha colocado en el libro son las historias de Busiris, rey de Egipto, y Fálaris, el tirano de Acragas, que eran conocidos por su excesiva crueldad.

### Libros 3 y 4
La segunda mitad de los Aitia no sigue el patrón establecido en los libros 1 y 2. En su lugar, las etiologías individuales se sitúan en diversas situaciones dramáticas y no forman una narración contigua. Los libros están enmarcados por dos narraciones muy conocidas: El libro 3 se abre con la Victoria de Berenice. Compuesto en el estilo de una Oda pindárica, el poema autónomo celebra la victoria de la reina Berenice en los Juegos Nemeos. Envuelta en la narración epinicia hay una etiología de los propios juegos. El final del libro 4 y de la Aitia en su conjunto está marcado por otro poema de la corte, La cabellera de Berenice. En él, Calímaco relata cómo la reina entregó un mechón de su pelo como ofrenda votiva que luego se convirtió en una constelación, la Coma Berenices ("Cabello de Berenice").
Otro relato notable de la segunda mitad de la obra es la historia de amor de Aconcio y Cidipe.

## Historia textual

### Composición
Aunque la datación exacta de la Aitia es incierta, se ha estimado que el texto fue compuesto entre el 270 y el 240 a. C. Algunas partes del poema se han datado en una fase temprana de la carrera de Calímaco, sugiriendo el 270 a. C. como fecha aproximada de inicio de la composición del poema. 
Los libros 3 y 4, por el contrario, mencionan a la reina Berenice II de Egipto, lo que significa que al menos una parte de la obra debió componerse en torno a la época de su ascensión en el 246 a. C. Intentando conciliar estas fechas dispares, los estudiosos han sugerido que la primera mitad del poema fue escrita en una etapa anterior de la vida del poeta y que los dos últimos libros fueron añadidos durante el reinado de Berenice II. La helenista Annette Harder, por su parte, escribe que Calímaco comenzó a trabajar en la Aitia en su juventud y siguió desarrollando su contenido durante toda su vida.

### Transmisión
Habiendo sido ampliamente leída durante el Imperio romano, la Aitia seguía circulando durante la transición a la Alta Edad Media: el epistólogo Aristéneto, el poeta Nono de Panópolis y el monje Mariano de Auxerre muestran su familiaridad con el texto hacia el año 500 d. C. Se cree que el poema estuvo disponible durante el Imperio bizantino, siendo el erudito del siglo XII Eustacio de Tesalónica la última persona que mostró un conocimiento de primera mano de su contenido.
La Aitia desapareció de la circulación en el siglo XIII; dos siglos más tarde, el erudito florentino Angelo Poliziano intentó reconstruir el texto a partir de breves citas encontradas en otras obras clásicas. Aunque los esfuerzos de restauración han continuado desde entonces, solo se logró un gran avance tras el descubrimiento en 1898 de los Papiros de Oxirrinco en Egipto. De ahí que en el siglo XX se publicaran numerosos fragmentos del poema recuperados de papiros encontrados en Oxirrinco, que culminaron en 1976 con la publicación del importante fragmento de la Victoria de Berenice. Junto con el diegeseis, una colección de resúmenes en prosa, estos fragmentos han permitido a los estudiosos formar una visión general bastante completa del poema.

## Recepción

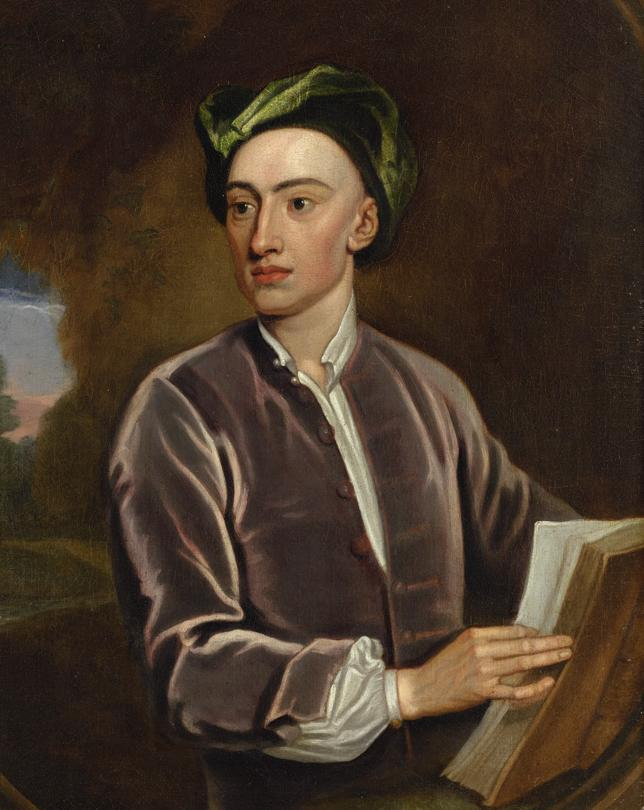
El poeta inglés Alexander Pope, del estudio de Godfrey Kneller. Su poema El rizo robado se inspiró en la traducción de Catulo de una sección de la Aitia.

Como todos los poemas de Calímaco, la Aitia fue leída y estudiada ampliamente por los poetas romanos de la República romana y del primer imperio. Su interacción fue más sostenida en la época de Augusto. Anunciando su atención por ser un "Calímaco romano" en el prólogo de su cuarto libro, el elegíaco Propercio introdujo en sus poemas de amor material etiológico que evocaba la historia de Aconcio y Cidipo. Los Fastos, un poema didáctico sobre el calendario romano de Ovidio, tiene, en palabras del clasicista Alessandro Barchiesi, «la pretensión de ser una imitación a gran escala de la Aitia». Sin embargo, no todos los comentaristas romanos tenían una opinión favorable de la obra: el epigramático Marcial dedicó un poema (10.4) con el sentimiento de que la Aitia, con su oscuro contenido mitológico, era irrelevante para la vida romana contemporánea.
Una etiología en particular, La cabellera de Berenice, ha sido objeto de conocidas imitaciones. En el siglo I a. C., el poeta romano Catulo escribió una traducción al latín de la historia que se ha transmitido como su poema 66. La composición de Catulo, a su vez, sirvió de inspiración para el poema narrativo El rizo robado, publicado por el poeta inglés Alexander Pope en 1712.
La crítica moderna ha destacado la Aetia como la obra más importante en el estudio de Calímaco. El poema es considerado por la clasicista Kathryn Gutzwiller como su obra «más influyente y original». El latinista Richard F. Thomas, en un artículo que analiza su influencia en la poesía romana, describe la Atia como el «poema más importante del poeta alejandrino más influyente». Sin embargo, añade que gran parte de su influencia percibida sigue siendo «especulativa» debido al mal estado de conservación del poema. Expresando un sentimiento similar, Richard L. Hunter, un estudioso de la literatura helenística, afirma que las alusiones romanas a un pequeño número de pasajes sobrevivientes de la Aitia han llevado a una prominencia indebida de esos pasajes en la crítica moderna de Calímaco.

## Ediciones selectas
- Harder, Anette (2012). Callimachus: Aetia (en inglés). Edición en dos volúmenes, incluye el texto griego y el comentario filológico. Oxford. ISBN 978-0199581016.
- Nisetich, Frank (2001). The Poems of Callimachus (en inglés). Oxford. ISBN 978-0198152248.
- Pfeiffer, Rudolf (1949). Callimachus (en inglés). Oxford.
- Trypanis, C. A.; Gelzer, T.; Whitman, C. H. (1989). Callimachus: Aetia, Iambi, Hecale and Other Fragments. Cambridge, MA. ISBN 978-0674994638.